# The Vicar of Nibbleswicke
The Vicar of Nibbleswicke és un conte infantil escrit per Roald Dahl i il·lustrat per Quentin Blake. Va ser publicat per primera vegada a Londres el 1991, després de la mort de Dahl, per Century. El protagonista és un vicari dislèctic, i el llibre va ser escrit per beneficiar l'Institut de Dislèxia a Londres (ara, Dyslexia Action), a qui Dahl i Blake van donar els seus drets.

## Argument
El reverend Robert Lee, el nou vicari de Nibbleswicke, pateix una malaltia rara i summament compromesa, un tipus fictici de dislèxia que causa que la víctima digui la paraula més important de cada frase (sovint, el verb) del revés, creant situacions còmiques. Per exemple, en lloc de dir knits, diu stink; god per dog, etc. Li afecta només a la parla i ell no se n'adona, però els feligresos de Nibbleswicke queden sorpresos i confosos pels comentaris aparentment extravagants. No obstant això, troben una cura (caminar cap enrere per la resta de la seva vida) i el vicari pot reprendre el servei normal.
El llibre conté una referència l'anterior novel·la de Dahl Agu Trot, assenyalant que el seu títol és"tortuga" al revés.

## Edicions
- ISBN 0-14-034891-3 (llibre de butxaca, 2004)
- ISBN 0-14-036837-X (llibre de butxaca, 1994)